# Chondracanthus chamissoi
Chondracanthus chamissoi, llamada comúnmente cochayuyo, yuyo, mococho o chicoria de mar (no confundir con el alga del lago Titicaca usada en la sopa arequipeña timpusca) es una especie de alga roja de la familia de las gigartináceas que habita las costas frías del Océano Pacífico de América del Sur bañada por la corriente de Humboldt. Se la encuentra a lo largo de toda la costa de Perú y Chile.
En el Perú, es ampliamente consumida fresca como guarnición secundaria del ceviche y del chilcano, una sopa de pescado típica.

## Descripción
Es un alga ramificada, cuya fronda mide alrededor de 60 cm de extensión, color rojiza.  En la superficie posee numerosos cistocarpos que producen esporas. Se fija a rocas y conchas, con ayuda de un disco de fijación.

## Usos
Se utiliza como ingrediente en diversos platillos, tanto cruda como cocida.
Ensalada: se remoja el cochayuyo en vinagre y agua por 10 horas, luego se enjuaga el cochayuyo con agua. Se hierve el alga en agua por una hora, y una vez frío se lo corta en trocitos.  Se le agrega cebolla picada y perejil, y se deja reposar antes de servir.